# Karl Paul Haendly
Karl Paul Haendly (* 7. Oktober 1891 in Deuna; † 16. September 1965 in Heiligenstadt) publizierte 1927 eine Geschichte des Kreises Grevenbroich, die dank ihrer Materialfülle bis heute ein wichtiges Instrument für die heimatgeschichtliche Forschung darstellt. Er war anschließend 1930 bis 1934 Bürgermeister in Dingelstädt und 1945 kurzzeitig kommissarisch Oberbürgermeister von Oberhausen.

## Studium und Berufsleben
Ab 1913 studierte er an der höheren technischen Lehranstalt in Köln, seinen Abschluss als Bauingenieur für Hochbau machte er 1918. Anschließend studierte er sechs Semester die Rechts- und Wirtschaftswissen, diese Studien schloss er 1922 an der Fürst Leopold-Akademie in Detmold als Diplom-Volkswirt ab. Anschließend folgten verschiedene Tätigkeiten in der Verwaltung, aber auch in Industrie und Handel. Von 1930 bis 1934 war er Bürgermeister in Dingelstädt und 1945 Oberbürgermeister in Oberhausen.

## Promotion
1949 promovierte er an der Universität zu Köln zum Dr. rer. pol., doch konnte seine Arbeit zu den Bauern und Webern von Eichsfeld (897–1933) erst einmal nicht gedruckt werden. Sie erschien posthum 1996 in erweiterter Fassung.
Haendly war Mitglied der katholischen Studentenverbindung K. D. St. V. Grotenburg (Detmold) Köln im CV.

## Werke

### Zur Geschichte Grevenbroichs
- Der Kreis Grevenbroich. Seine wirtschaftliche Entwicklung und der Stand seiner Verwaltung. Mit einem Geleitwort von Landrat Dr. Vogels. Paderborn 1927.

### Weitere Veröffentlichungen
- Das ländliche Genossenschaftswesen im Eichsfelde. Eichsfelder Wirtschaftsgeschichte. Duderstadt 1924 (Unser Eichsfeld, Sonderheft 2).
- Das Geschlecht Haendly aus Deuna im Eichsfeld. Deuna 1936.
- Bauern und Weber vom Eichsfeld. Geschichte eines deutschen Kleinstaates, seiner Wirtschaft und der Menschen, die ihn bewohnten; 897 bis 1933. (Diss.) Köln 1949.
- Das kurmainzische Fürstentum Eichsfeld im Ablauf seiner Geschichte, seine Wirtschaft und seine Menschen 897 bis 1933. Duderstadt 1996.